# Contingenti stranieri nella Grande Armata

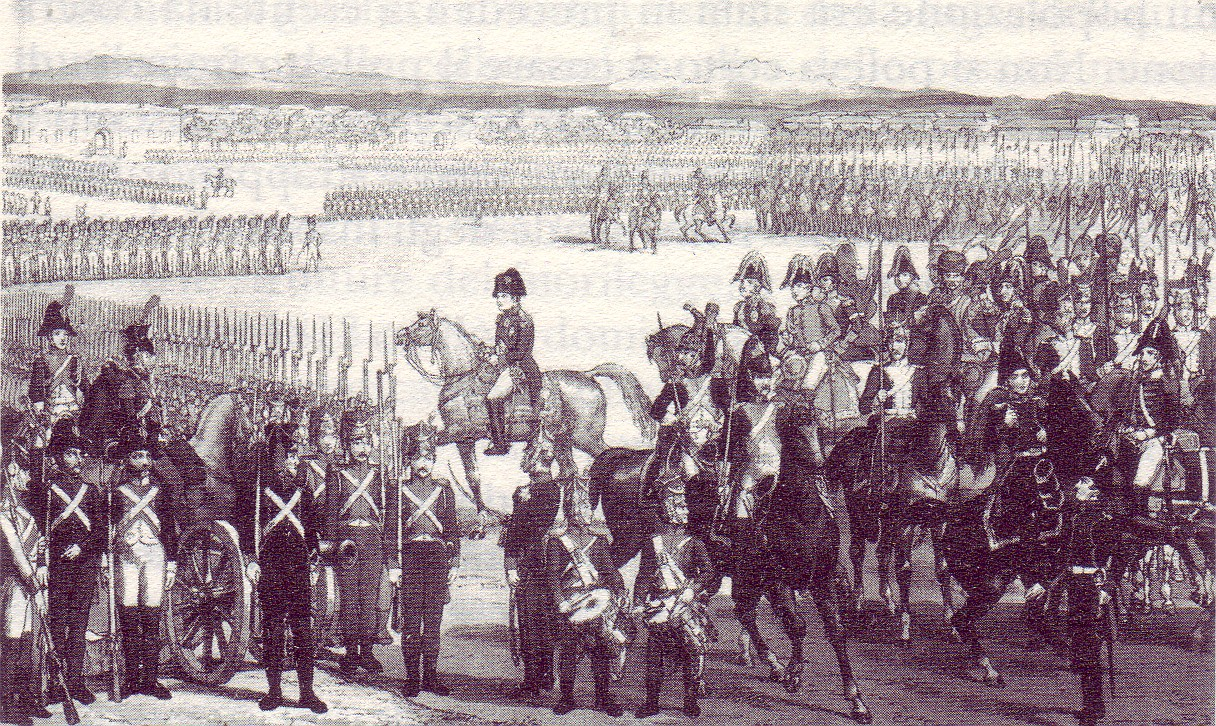
Napoleone passa in rivista i volontari italiani e polacchi a Montichiari 10 giugno 1805

I contingenti stranieri nella Grande Armata, nel corso delle guerre napoleoniche, contribuirono in maniera sempre più determinante alla formazione della Grande Armée francese, tanto che nel corso della campagna di Russia i soldati stranieri equivalevano quelli francesi per numero. Molte armate europee del tempo reclutarono milizie e volontari stranieri e il Primo Impero francese non fece eccezione. Quasi tutte le nazionalità europee furono rappresentate nei ranghi della Grande Armée.

## Primi arruolamenti
Già nel 1805, 35 000 uomini della Confederazione del Reno (olandesi, belgi e tedeschi) difesero le linee di comunicazione e i fianchi dell'armée. Più di 20 000 sassoni furono impiegati per operazioni di destabilizzazione contro i prussiani.
Durante l'inverno del 1806-1807, i tedeschi, i polacchi e gli spagnoli supportarono il fianco sinistro della Grande Armée a impadronirsi dei porti di Stralsund e Danzica situati sul mar Baltico. Nella Battaglia di Friedland del 1807, il corpo d'armata del maresciallo Jean Lannes è composto da molti polacchi, sassoni e olandesi. I contingenti stranieri giocano un ruolo importante nelle grandi battaglie distinguendosi sempre.
Anche gli spagnoli furono numerosi nell'armata francese. Solamente dopo l'invasione della Spagna da parte le truppe napoleoniche e dopo la scomunica di Napoleone da parte del papa, gli spagnoli, leali sudditi della monarchia spagnola e ferventi cattolici si rifiutarono di aiutare i soldati francesi e, sostenuti finanziariamente e militarmente dall'Inghilterra, diedero vita a un'intensa attività di guerriglia.

I portoghesi furono presenti nella Grande Armée, con la Legione Portoghese e si fecero notare nella battaglia di Wagram e nella battaglia della Moscova.

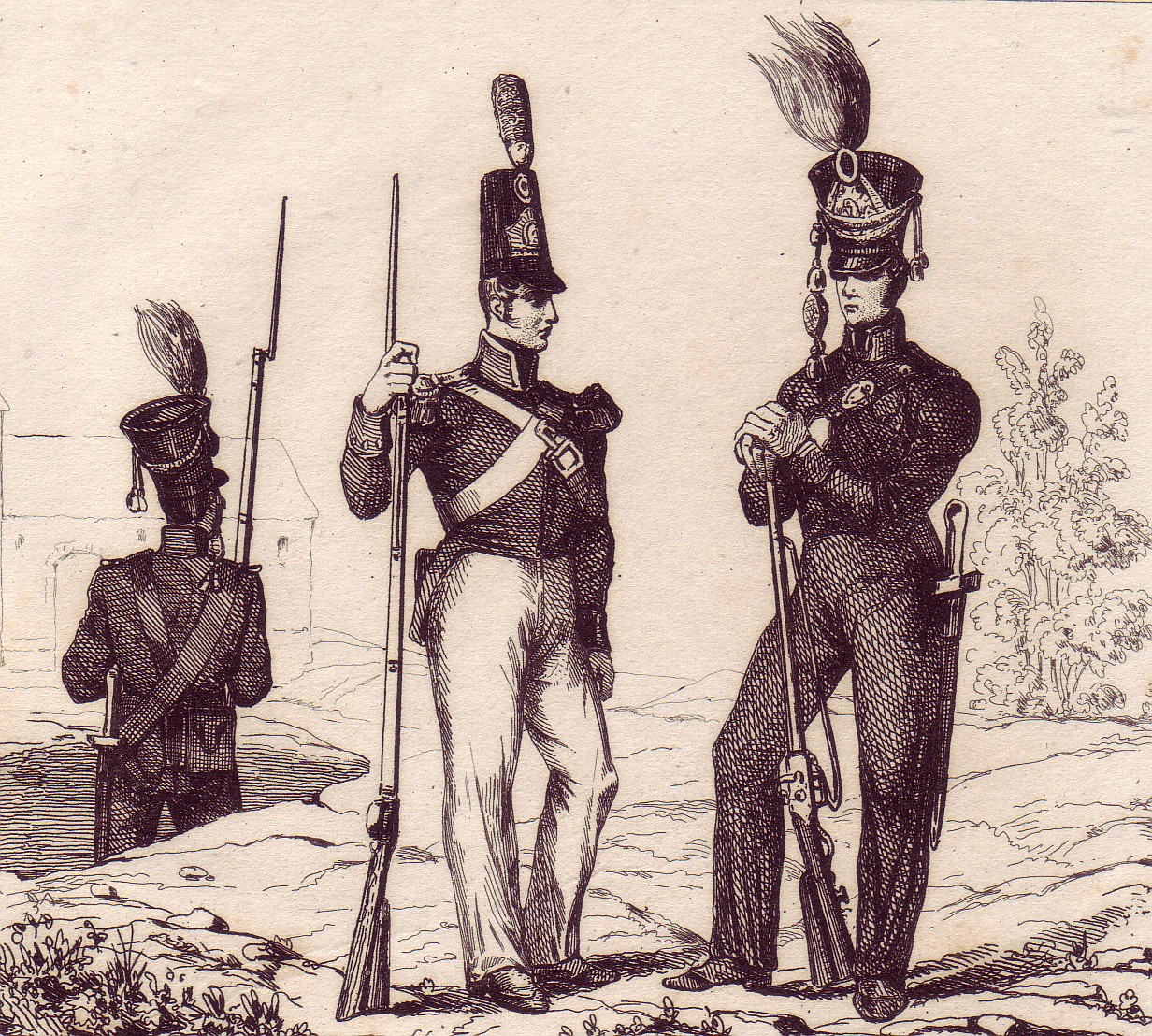
Truppe portoghesi inquadrate nella Grande Armata da una vecchia stampa

Durante la campagna d'Austria del 1809, un terzo della Grande Armée era composta da soldati della Confederazione del Reno e un quarto dell'armata in Italia era composta da italiani.

### La Campagna di Russia

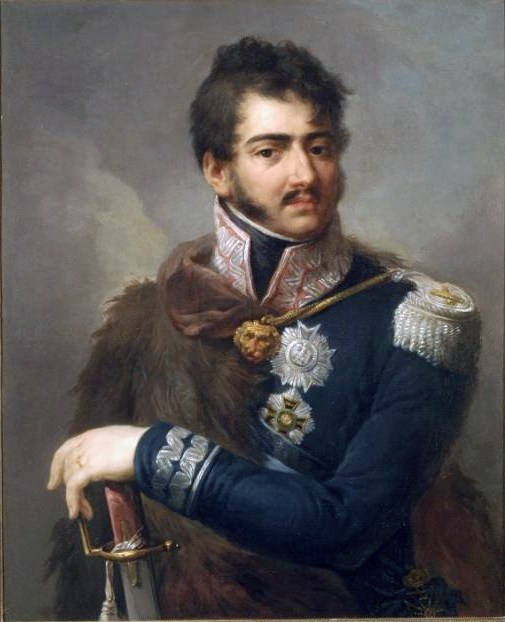
Józef Antoni Poniatowski caduto durante la Battaglia di Lipsia

All'apogeo dell'Impero, più di metà delle truppe che marciavano contro la Russia non erano francesi ma rappresentavano più di 20 differenti paesi: 300 000 francesi, olandesi e belgi, 95 000 polacchi (comandati dal generale principe Józef Antoni Poniatowski), 35 000 austriaci (comandati dal principe Schwarzenberg), 25 000 italiani, 24 000 bavaresi, 20 000 sassoni, 20 000 prussiani (comandati dal generale Julius von Grawert, in seguito dal generale Ludwig Yorck von Wartenburg), 17 000 della Westfalia, 15 000 svizzeri e 3 500 croati. Con l'eccezione dei polacchi, degli austriaci e dei prussiani, i vari contingenti stranieri erano posti al comando di generali e marescialli francesi.
Il contingente italiano inviato in Russia era parte del IV Corpo d'armata al comando del viceré del Regno d'Italia Eugenio di Beauharnais e si distinse nelle battaglie di Smolensk e di Borodino.
Solamente dopo il disastro della Campagna di Russia, la Prussia e l'Austria dichiararono guerra alla Francia. I rispettivi contingenti (prussiani e austriaci) integrati nella Grande Armeè si ricongiunsero con le truppe dei rispettivi paesi.

### La Battaglia di Lipsia
Nel 1813, durante la Battaglia di Lipsia, la divisione sassone della Grande Armée, vista la superiorità numerica degli avversari, raggiunsero i ranghi nemici di Jean-Baptiste Jules Bernadotte, principe ereditario di Svezia e vecchio maresciallo di Napoleone. Alla fine della battaglia, fu la volta dei bavaresi di abbandonare i ranghi francesi e di raggiungere gli austriaci che avrebbero invece dovuto contenere. Non contento di aver piantato in asso i suoi vecchi compagni d'arme, il generale, barone Wrede (comandante il contingente bavarese della Grande Armée fin dal 1806) si propose ugualmente di tagliare loro la ritirata posizionandosi a Hanau. Ma fu sconfitto dai francesi. Tra i caduti vi fu il maresciallo polacco Józef Antoni Poniatowski, che aveva raggiunto tale grado militare soltanto il giorno precedente.
Dopo la battaglia di Lipsia, il 25 novembre 1813, Napoleone non fidandosi più dei contingenti stranieri decise di scioglierli tutti e di ridurli a Reggimento pionieri. Fu il caso, in particolare delle truppe tedesche e portoghesi.
Napoleone continuò a fidarsi solamente dei polacchi che ne ricambiarono la fiducia. Così, durante la campagna dei Cento giorni del 1814, il reggimento dei cavalleggeri polacchi della Guardia combatté a Brienne, La Rothière dans l'Aube, Champaubert (10 febbraio 1814), Montmirail, Château-Thierry, Vauchamps (Marna), Montereau (Yonne), Troyes, Berry-au-Bac, Craonne, Laon, Reims, La Fère-Champenoise, Arcis-sur-Aube, Vitry, Saint-Dizier, Le Bourget, così come alla difesa di Parigi. Il reggimento polacco resistette fino a dopo la sconfitta di Napoleone. Il 4 aprile 1814, il suo comandante, il generale Zygmunt Krasiński, scrisse una lettera a Napoleone, assicurando che il suo reggimento, a differenza dei marescialli, gli sarebbe restato fedele contro tutte le avversità. Fu questa fedeltà incrollabile che – secondo lo storico Robert Bielecki – convinse l'Imperatore a portare con sé, nel suo esilio all'isola d'Elba, uno Squadrone di 110 cavalleggeri polacchi comandati dall'eroe della ritirata di Russia, Pawel Jerzmanowski.

### I cento giorni

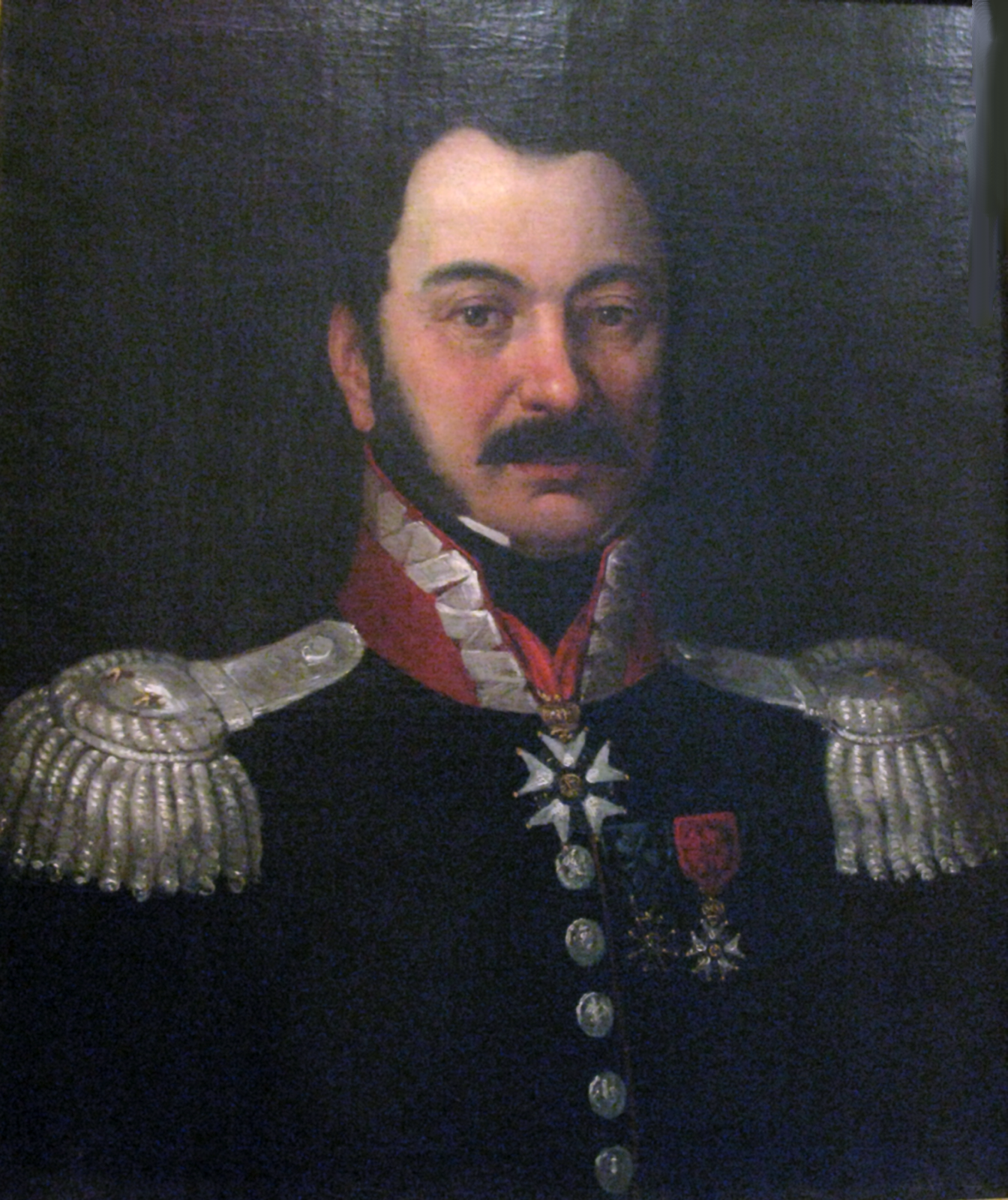
Pawel Jan Jerzmanowski

Nel 1815, durante i Cento giorni, la Grande Armèe fu composta interamente di soldati francesi con l'eccezione di uno Squadrone polacco al comando di Pawel Jerzmanowski. Nel corso di questa Campagna, un decreto imperiale escluse gli stranieri dal servizio nella Guardia imperiale, ma fu fatta un'eccezione per lo squadrone polacco (costituito da 225 cavalieri). Lo Squadrone polacco conservò l'uniforme polacca e si trovò integrato ai Lancieri rossi del generale Colbert. I cavalleggeri svolsero il loro ultimo servizio agli ordini dell'imperatore Napoleone malgrado l'appello del granduca Konstantin Pavlovič Romanov, che esortava Jerzmanowski, sotto la minaccia della pena capitale, di ricondurre lo squadrone nel Ducato di Varsavia. I cavalleggeri combatterono coraggiosamente a Ligny e a Waterloo. In seguito alla sconfitta, lo squadrone polacco si ritirò ordinatamente armi in pugno, dietro le linee della Loira, per porsi al comando del maresciallo Louis Nicolas Davout. Il 1º ottobre 1815 lo squadrone polacco è definitivamente esonerato dal servizio nell'Armata francese. Il colonnello Jerzmanowski, malgrado le sue richieste, non ottenne il permesso di far parte del piccolo seguito imperiale in partenza verso l'isola di Sant'Elena.

## Unità straniere in servizio francese

### Truppe polacche

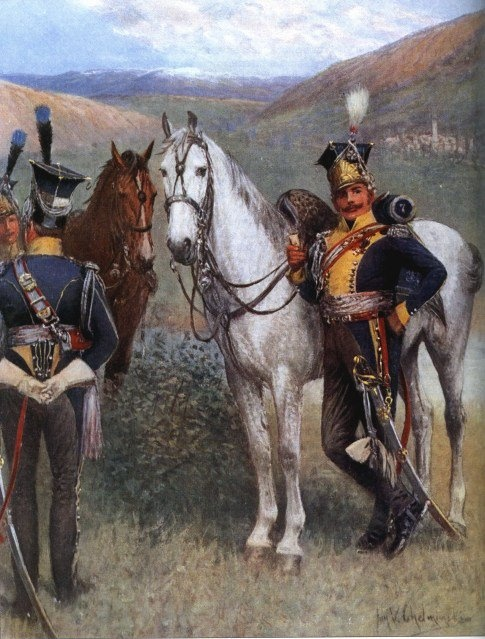
Lancieri polacchi della Vistola in Spagna

#### Legione della Vistola
Il 5 aprile 1807, Napoleone ordinava l'istituzione di una legione polacca, formata con le poche truppe presenti in Italia. Prese il nome di legione polacco-italiana all'inizio del 1808, passando poi al servizio della Francia alla fine di marzo con il nome di legione della Vistola. Il corpo era composto da un reggimento di cavalleria e tre reggimenti di fanteria, ogni armata aveva il proprio consiglio di amministrazione separato. I Lancieri della Vistola vennero creati tramite decreto il 4 maggio 1808 e organizzati sotto uno stato maggiore, quattro squadroni con due compagnie e una compagnia al deposito, per un totale di 47 ufficiali e 1 124 soldati. La paga era identica a quella dei reggimenti di cacciatori a cavallo e veniva conservata l'uniforme ereditata dalla legione polacco-italiana. La fanteria comprendeva tre reggimenti divisi in due battaglioni, composti ciascuno da sei compagnie, nonché un battaglione insediato nel deposito di Sedan. Il numero totale di effettivi era di 5 880, tutti polacchi con alcune rare eccezioni.
Venne decretata una II legione della Vistola il 8 luglio 1809, e venne organizzata a Wolkersdorf, in Austria. Le reclute furono prelevate tra i soldati prigionieri polacchi che prestavano servizio nell'esercito austriaco. Questa nuova legione avrà un'esistenza effimera, poiché si dissolse il 12 febbraio 1810 nella sua interezza e verrà poi accorpato alla I legione. Per la campagna di Russia, nel 1812, il corpo fu unito alla Guardia Imperiale e prese parte alle operazioni successive, sotto il comando del generale Claparède. Le operazioni causeranno pesanti perdite, con conseguente fusione dei quattro reggimenti in un unico reggimento della Vistola formato da due battaglioni. 

#### Lancieri polacchi della guardia imperiale

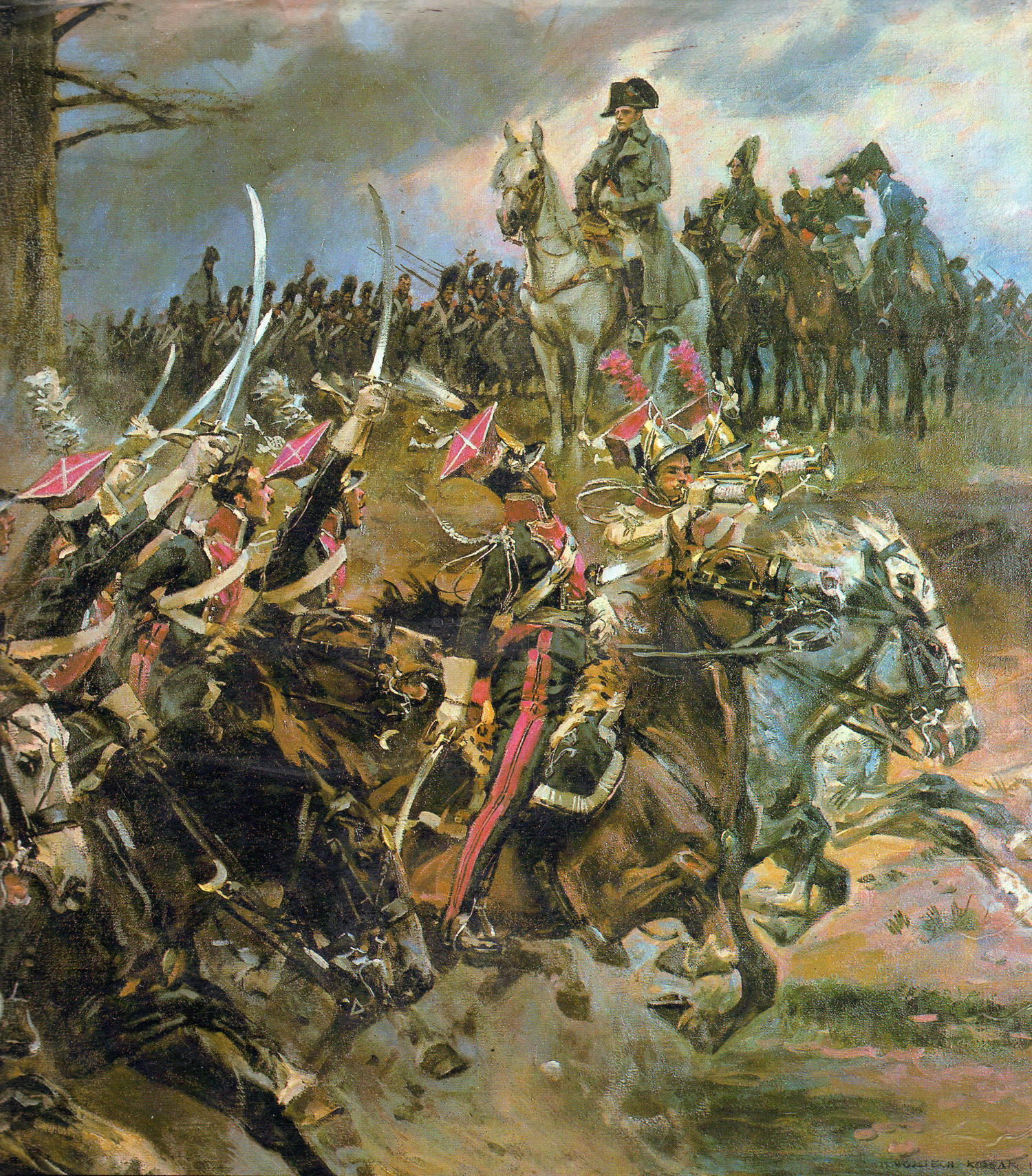
"Vivat Cesarz!": I cavalleggeri polacchi della Guardia salutano Napoleone prima di partire all'attacco del passo della Somosierra (dipinto di Wojciech Kossak, 1914).

A Wagram, nel 1809, si improvvisarono lancieri strappando di mano le lance agli ulani austriaci per poterli poi inseguire meglio. "È in conseguenza di questa prodezza d'armi che il reggimento, che ha definitivamente adottato la lancia come armamento, ha preso il titolo di "cavalleggeri lancieri polacchi", più comunemente chiamati "lancieri polacchi ".

Ultimi soldati stranieri a combattere nell'esercito di Napoleone, i lancieri polacchi della Guardia furono fedeli all'Imperatore per tutta l'epopea napoleonica fino ai Cento giorni: uno squadrone di lancieri polacchi fu infatti integrato nei lancieri rossi del generale Pierre David de Colbert-Chabanais, ancora con la livrea blu. Il reparto svolse il suo ultimo servizio con l'Imperatore nonostante l'appello del Granduca Costantino, che esortava Jerzmanowski, sotto la minaccia della pena capitale, di riportare la squadriglia in Polonia. I Cavalleggeri combatterono coraggiosamente a Ligny e Waterloo. Lo squadrone si ritirò quindi in ordine di battaglia e in armi, dietro la linea della Loira, per mettersi al comando del maresciallo Davout. Il 1º ottobre 1815 terminata l'epopea napoleonica dei polacchi, vengono congedati definitivamente dal servizio nell'esercito francese. Nonostante le sue richieste, il colonnello Jerzmanowski non ottenne il permesso di far parte del piccolo seguito imperiale in partenza per Sant'Elena.

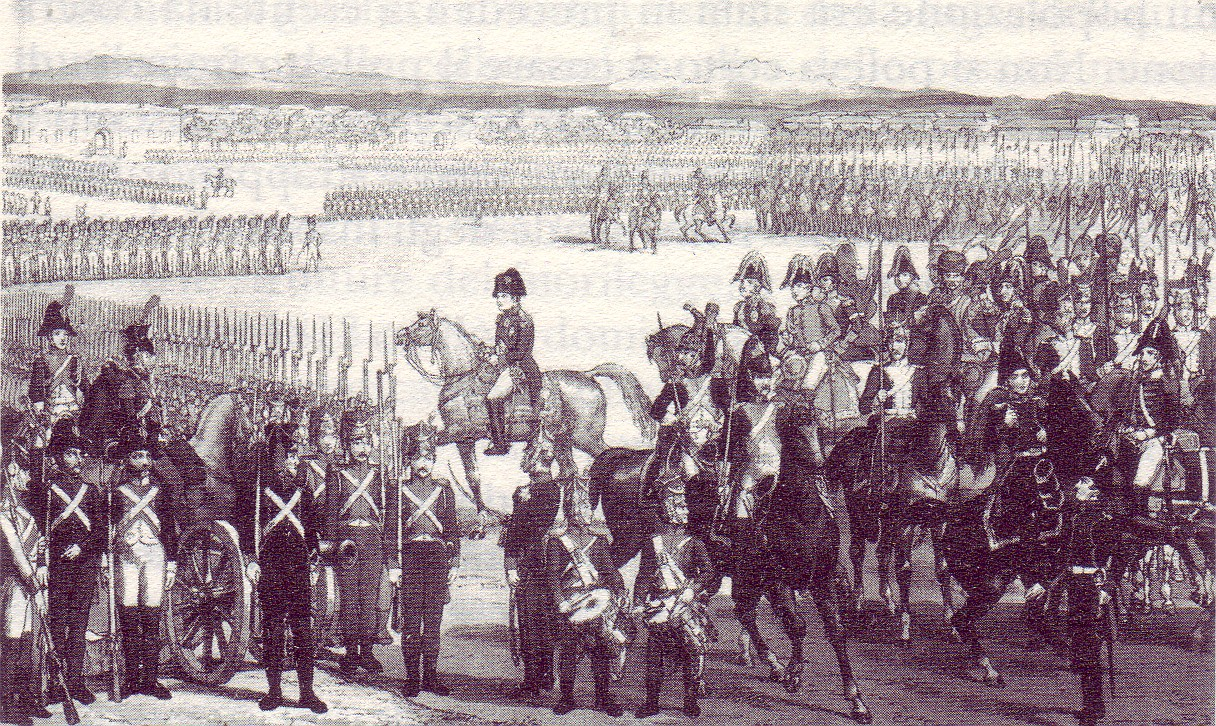
Napoleone passa in rivista i volontari italiani e polacchi a Montichiari 10 giugno 1805

Tutti i cavalieri polacchi in servizio negli eserciti di Napoleone si distinguevano per due caratteristici pezzi di uniforme: la kurtka, una giacca con baschi corti e pettorale abbottonato su entrambi i lati, e la chapska, il copricapo che sarebbe stato utilizzato dai lancieri e dagli ulani europei fino alla prima guerra mondiale.

### Truppe lituane
Durante la campagna russa del 1812, Napoleone realizzò rapidamente il potenziale militare offerto dai lituani nella sua guerra contro l'Impero russo e desiderò quindi creare un grande esercito lituano sul modello di quello del ducato di Varsavia. Si occupò personalmente delle unità di cavalleria lituane assegnate alla Guardia imperiale, tra cui un reggimento di lancieri e uno squadrone di tartari lituani.

### Reggimenti svizzeri

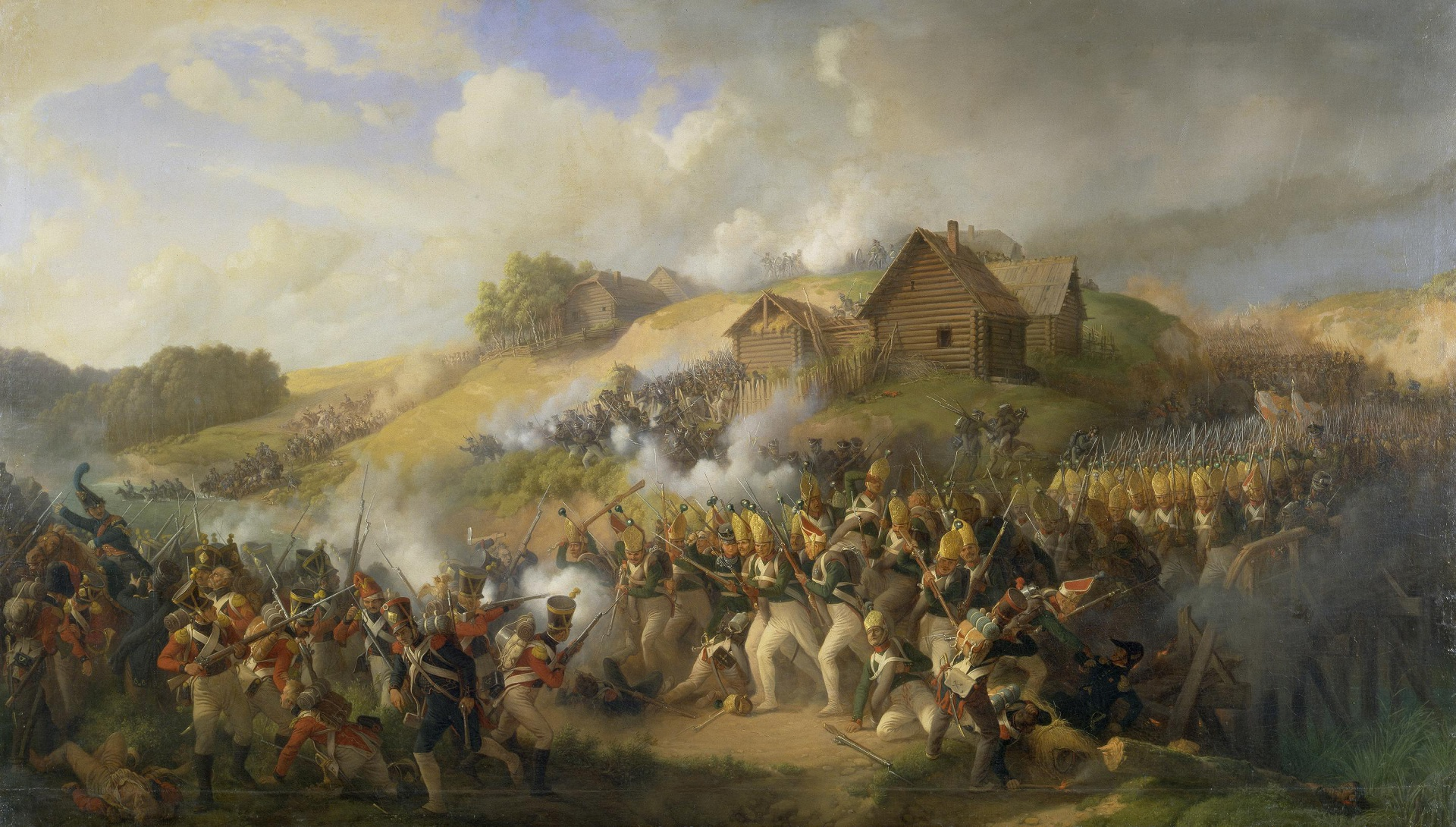
Gli svizzeri affrontano i granatieri russi nella battaglia di Kliastitsy

La Repubblica Elvetica schierò un contingente di 18 000 uomini di fanteria per il servizio e la retribuzione della Francia in base a un accordo firmato il 19 dicembre 1798. Nei primi mesi del 1799 si formarono sei mezze brigate di fanteria con tre battaglioni. Nel gennaio 1801, a causa della forza incompleta, si rese necessaria una fusione delle mezze brigate: la prima con la sesta, la seconda con la quarta e la terza con la quinta.
"Con l'atto di mediazione del 1803, Bonaparte aveva riorganizzato la Repubblica Elvetica. Lo stesso anno impose un trattato di alleanza che obbligava la Svizzera a fornirgli un contingente di 16.000 uomini. Questa fu l'origine dei quattro reggimenti di fanteria svizzeri istituiti nel 1804.»
Questi quattro reggimenti di fanteria furono impiegati da Napoleone I, sia in Spagna, dove si distinsero durante la battaglia di Balén, sia in Russia, dove furono particolarmente eccelsi durante la battaglia della Beresina. Il colonnello generale degli svizzeri fu il maresciallo Jean Lannes, nominato a questo incarico nel 1807 e succeduto da Louis-Alexandre Berthier, principe di Wagram e Neuchâtel, viceconsole dell'Impero, nel 1810.
Accanto a questi reggimenti arresi c'era anche il battaglione del Principe di Neuchâtel (soprannominato il battaglione delle Canarie) e un battaglione noto come battaglione "vallesano" cresciuto nel cantone del Vallese.

### Legione irlandese
Il 31 agosto 1803, fu creata la legione irlandese in preparazione dello sbarco in Irlanda, nel progetto di invasione della Gran Bretagna. Organizzato come un reggimento di due battaglioni; le reclute erano soprattutto irlandesi o scozzesi ma c'erano anche diversi volontari inglesi. Dopo aver abbandonato il progetto di sbarco, l'unità agì nei Paesi Bassi. Nel 1808, il II battaglione entrò in Spagna con le truppe di Murat e partecipò alla repressione della rivolta del due di maggio. Il resto della legione combatté contro gli inglesi durante la spedizione di Walcheren nel 1809, prima di diventare il così detto III reggimento straniero nel 1811.

## Eserciti degli stati satelliti della Francia
I nuovi monarchi o governatori degli Stati Satellite, in particolare gli italiani, ma anche i polacchi, si adoperarono subito per crearsi un esercito. 
La creazione di eserciti nazionali ebbe come riflessi positivi di ridurre i costi di mantenimento delle truppe francesi e di tutelare in parte l'autonomia dei nuovi regni. Anche se spesso per infittire i ranghi dei nuovi eserciti si ricorse nell'arruolamento coatto di carcerati e di disertori o renitenti alla leva provenienti da altri eserciti.
In secondo luogo, la nascita di eserciti nazionali italiani ebbe il vantaggio di creare, per la prima volta, una coscienza italiana nei soldati che si trovavano a combattere insieme.

### Il contingente italiano nella "Grande Armée"

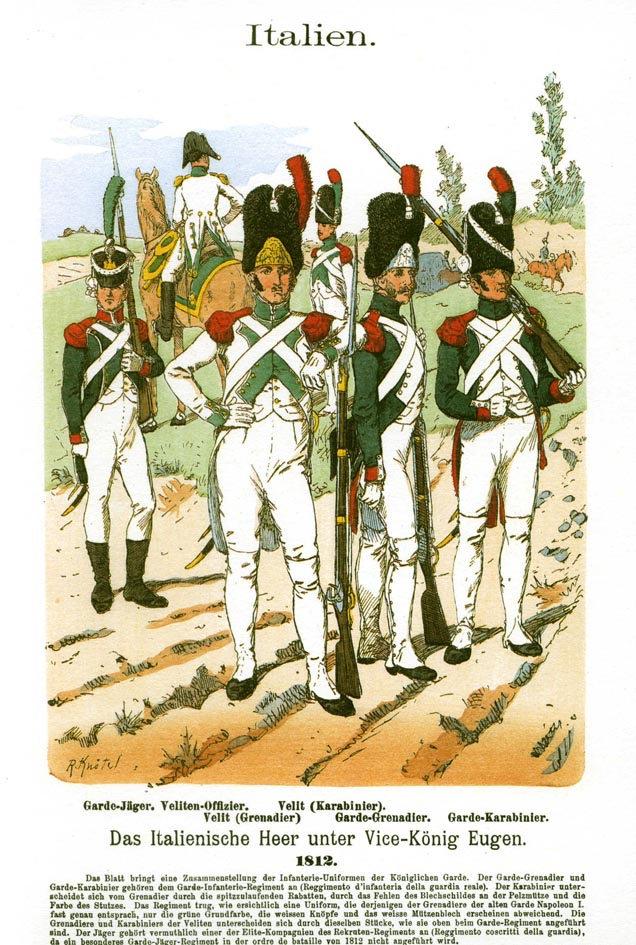
Fanteria della Guardia Reale del Regno d'Italia

In Italia la creazione di un esercito avvenne principalmente per soddisfare la vocazione militare di Eugenio di Beauharnais nel Regno Italico, dove vigeva la coscrizione obbligatoria già dal 1802 ai tempi della Repubblica Italiana, e di Gioacchino Murat nel regno di Napoli. Ma anche per evitare che nei propri regni avessero a sostare un numero troppo alto di soldati francesi li inviati a mantenere il controllo del territorio. Per esempio le truppe francesi nel regno di Napoli nel 1806 ammontavano a 40 000 uomini.

### Contingente polacco
L'esercito di questo stato ebbe in gran parte origine dalla legione polacca in servizio francese. un numero più alto di quanto l'esercito della Confederazione polacco-lituana avrebbe mai potuto schierare.
Ci furono arruolamenti volontari in massa, in quanto la popolazione polacca voleva liberarsi dal dominio straniero.
All creazione dello stato l'esercito poteva schierare 30 000 uomini (su una popolazione di 2,6 milioni di abitanti). Nel 1812 l'esercito mise in linea quasi 100.000 uomini.